# بني هاني
قرية بنى هاني هي إحدى القرى التابعة لمركز أهناسيا في محافظة بني سويف في جمهورية مصر العربية. حسب إحصاءات سنة 2006، بلغ إجمالي السكان في بنى هانى 5960 نسمة، منهم 3042 رجل و2918 امرأة.